# کی تاگوچی
کی تاگوچی (انگلیسی: Kei Taguchi؛ زادهٔ ۱۰ ژانویهٔ ۱۹۳۳) بازیگر اهل ژاپن است.